# Fowtbolayin Akowmb Ararat-Armenia 2020-2021
Questa voce raccoglie le informazioni riguardanti l'Ararat-Armenia nelle competizioni ufficiali della stagione 2020-2021.

## Maglie e sponsor
Lo sponsor tecnico per la stagione 2020-2021 è Joma mentre lo sponsor ufficiale è Tashir.
| Prima divisa | Seconda divisa |

## Rosa
| N. |                               | Ruolo | Calciatore            |
| -- | ----------------------------- | ----- | --------------------- |
| 2  | Brasile (bandiera)            | D     | Alemão                |
| 3  | Portogallo (bandiera)         | D     | Ângelo Meneses        |
| 4  | Armenia (bandiera)            | D     | Albert Kachumyan      |
| 5  | Armenia (bandiera)            | C     | Sargis Shahinyan      |
| 6  | Spagna (bandiera)             | D     | David Humanes         |
| 7  | Svezia (bandiera)             | C     | Heradi Rashidi        |
| 8  | Francia (bandiera)            | A     | Yoan Gouffran         |
| 9  | Perù (bandiera)               | A     | Jeisson Martínez      |
| 10 | Armenia (bandiera)            | C     | Armen Ambartsumyan    |
| 11 | Armenia (bandiera)            | C     | Hovhannes Harutyunyan |
| 11 | Armenia (bandiera)            | C     | Armen Nahapetyan      |
| 13 | Armenia (bandiera)            | P     | Vardan Shahatuni      |
| 16 | Armenia (bandiera)            | C     | Wbeymar Angulo        |
| 17 | Burkina Faso (bandiera)       | A     | Zakaria Sanogo        |
| 19 | Colombia (bandiera)           | D     | José Bueno            |
| 21 | Macedonia del Nord (bandiera) | D     | Aleksandar Damčevski  |
| 22 | Armenia (bandiera)            | D     | Artur Danielyan       |

| N. |                           | Ruolo | Calciatore                  |
| -- | ------------------------- | ----- | --------------------------- |
| 22 | Ucraina (bandiera)        | D     | Jehor Klymenčuk             |
| 24 | Nigeria (bandiera)        | A     | Yusuf Otubanjo              |
| 27 | Paesi Bassi (bandiera)    | A     | Furdjel Narsingh            |
| 33 | Russia (bandiera)         | P     | Dmitrij Abakumov            |
| 44 | Serbia (bandiera)         | P     | Stefan Čupić                |
| 55 | Armenia (bandiera)        | D     | Davit Terteryan             |
| 63 | Costa d'Avorio (bandiera) | C     | Kódjo Kassé Alphonse        |
| 67 | Estonia (bandiera)        | C     | Ilja Antonov                |
| 77 | Armenia (bandiera)        | A     | Art'owr Serobyan            |
| 79 | Ucraina (bandiera)        | C     | Serhij Vakulenko (capitano) |
| 87 | Armenia (bandiera)        | A     | Alek'sandr Karapetyan       |
| 91 | Serbia (bandiera)         | P     | Nikola Petrić               |
| 93 | Haiti (bandiera)          | D     | Alex Christian              |
| 94 | Capo Verde (bandiera)     | C     | Mailson Lima                |
| 94 | Moldavia (bandiera)       | C     | Dan Spătaru                 |
| 99 | Nigeria (bandiera)        | A     | Ogana Louis                 |
| 99 | Armenia (bandiera)        | A     | Armen Hovhannisyan          |

## Calciomercato

### Sessione estiva
| Acquisti         | Acquisti           | Acquisti         | Acquisti      |
| R.               | Nome               | da               | Modalità      |
| ---------------- | ------------------ | ---------------- | ------------- |
| P                | Vardan Shahatuni   | Lori             | definitivo    |
| D                | Alemão             | Oliveirense      | svincolato    |
| D                | David Humanes      | Acad. Clinceni   | svincolato    |
| C                | Sargis Shahinyan   | Lori             | definitivo    |
| A                | Armen Hovhannisyan | Nitra            | definitivo    |
| A                | Jeisson Martínez   | Fuenlabrada      | svincolato    |
| Altre operazioni |                    |                  |               |
| R.               | Nome               | da               | Modalità      |
| D                | Arman Khachatryan  | Van Charentsavan | fine prestito |
| C                | Žirayr Šaġoyan     | BKMA Erevan      | fine prestito |

| Cessioni         | Cessioni              | Cessioni         | Cessioni   |
| R.               | Nome                  | da               | Modalità   |
| ---------------- | --------------------- | ---------------- | ---------- |
| P                | Suren Aloyan          |                  | svincolato |
| D                | Rochdi Achenteh       |                  | svincolato |
| D                | Dmitrij Guz'          | Urartu           | svincolato |
| D                | Davit Nalbandyan      | Van Charentsavan | prestito   |
| C                | Gor Malak'yan         | P'yownik         | svincolato |
| C                | Armen Nahapetyan      | P'yownik         | prestito   |
| A                | Narek Alaverdyan      | BKMA Erevan      | svincolato |
| A                | Artëm Avanesjan       | P'yownik         | prestito   |
| A                | Jean-Jacques Bougouhi |                  | svincolato |
| A                | Armen Hovhannisyan    | Ganjasar         | prestito   |
| A                | Anton Kobjalko        | P'yownik         | svincolato |
| Altre operazioni |                       |                  |            |
| R.               | Nome                  | a                | Modalità   |
| D                | Arman Khachatryan     | Van Charentsavan | definitivo |
| C                | Žirayr Šaġoyan        | BKMA Erevan      | prestito   |

### Operazioni tra le due sessioni
| Acquisti | Acquisti | Acquisti | Acquisti |
| R.       | Nome     | da       | Modalità |
| -------- | -------- | -------- | -------- |

| Cessioni | Cessioni             | Cessioni | Cessioni   |
| R.       | Nome                 | da       | Modalità   |
| -------- | -------------------- | -------- | ---------- |
| C        | Kódjo Kassé Alphonse |          | svincolato |

### Sessione invernale
| Acquisti | Acquisti              | Acquisti          | Acquisti      |
| R.       | Nome                  | da                | Modalità      |
| -------- | --------------------- | ----------------- | ------------- |
| P        | Nikola Petrić         | Proleter Novi Sad | definitivo    |
| D        | José Bueno            | Once Caldas       | definitivo    |
| D        | Jehor Klymenčuk       | L'viv             | definitivo    |
| D        | Davit Terteryan       | Ganjasar          | svincolato    |
| C        | Armen Nahapetyan      | P'yownik          | fine prestito |
| C        | Heradi Rashidi        | AIK               | svincolato    |
| C        | Dan Spătaru           | Noah              | svincolato    |
| C        | Wbeymar Angulo        | Ganjasar          | svincolato    |
| A        | Armen Hovhannisyan    | Ganjasar          | fine prestito |
| A        | Alek'sandr Karapetyan | Tambov            | svincolato    |

| Cessioni | Cessioni              | Cessioni           | Cessioni   |
| R.       | Nome                  | da                 | Modalità   |
| -------- | --------------------- | ------------------ | ---------- |
| P        | Stefan Čupić          | Olympiakos Nicosia | svincolato |
| D        | Alex Christian        | Atyrau             | svincolato |
| D        | Artur Danielyan       | Ararat             | svincolato |
| C        | Ilja Antonov          | Levadia Tallinn    | svincolato |
| C        | Hovhannes Harutyunyan | P'yownik           | svincolato |
| A        | Mailson Lima          | Dibba Al Hisn      | definitivo |
| A        | Ogana Louis           |                    | svincolato |

## Risultati

### Bardsragujn chumb
| Erevan 14 agosto 2020, ore 17:30 UTC+4 1ª giornata | Alaškert            | 0 – 0 referto | Ararat-Armenia | Stadio Alaškert (0 spett.)\| Arbitro: \| Nalbandyan (Erevan) \| |
| Arbitro:                                           | Nalbandyan (Erevan) |               |                |                                                                 |

| 23 agosto 2020 2ª giornata |  | – (turno di riposo) |  |  |

| Erevan 8 novembre 2020, ore 15:30 UTC+4 3ª giornata | Noah                  | 0 – 0 referto | Ararat-Armenia | Stadio dell'Accademia calcistica di Erevan (0 spett.)\| Arbitro: \| Hovhannisyan (Erevan) \| |
| Arbitro:                                            | Hovhannisyan (Erevan) |               |                |                                                                                              |

| Arbitro: | Aghayan (Kapan) |

|                       |           |                           |
| Otubanjo 90+5’ (rig.) | Marcatori | 41’ Rwdoselskïý 63’ Abudi |

| Arbitro: | Hovhannisyan (Erevan) |

|             |           |  |
| Pobulić 72’ | Marcatori |  |

| Arbitro: | Gasparyan (Erevan) |

|                             |           |             |
| Karapetyan 45+2’ Angulo 51’ | Marcatori | 8’ Tatarkov |

| Arbitro: | Nalbandyan (Erevan) |

|              |           |                   |
| Poljakov 35’ | Marcatori | 15’, 83’ Otubanjo |

| Arbitro: | Nalbandyan (Erevan) |

|                                                           |           |  |
| Otubanjo 7’, 55’ Humanes 15’ Lima 21’, 48’ Louis 37’, 81’ | Marcatori |  |

| Arbitro: | Hovhannisyan (Erevan) |

|  |           |          |
|  | Marcatori | 55’ Lima |

| Arbitro: | Nalbandyan (Erevan) |

|             |           |                          |
| Bueno 45+1’ | Marcatori | 14’ Gome 90+2’ Voskanyan |

| 3 novembre 2020 11ª giornata |  | – (turno di riposo) |  |  |

| Arbitro: | Nalbandyan (Erevan) |

|                                       |           |              |
| Humanes 8’ Martínez 39’ Shahinyan 70’ | Marcatori | 35’ Oliveira |

| Arbitro: | Safaryan (Martuni) |

|  |           |              |
|  | Marcatori | 56’ Martínez |

| Erevan 2 dicembre 2020, ore 14:30 UTC+4 14ª giornata | Ararat-Armenia  | 0 – 0 referto | Ararat | Stadio dell'Accademia calcistica di Erevan (0 spett.)\| Arbitro: \| Aghayan (Kapan) \| |
| Arbitro:                                             | Aghayan (Kapan) |               |        |                                                                                        |

| Arbitro: | Ghaltakchyan (Ijevan) |

|  |           |                 |
|  | Marcatori | 25’ (rig.) Lima |

| Arbitro: | Gasparyan (Erevan) |

|  |           |             |
|  | Marcatori | 48’ Paderin |

| Arbitro: | Eghoyan (Erevan) |

|                              |           |                                |
| Silue 54’ Meneses 80’ (aut.) | Marcatori | 52’ Sanogo 78’ (rig.) Otubanjo |

| Arbitro: | Nalbandyan (Erevan) |

|                                      |           |  |
| Tenjaev 12’ (aut.) Otubanjo 23’, 84’ | Marcatori |  |

| Arbitro: | Nalbandyan (Erevan) |

|                               |           |                                        |
| Karapetyan 34’ Otubanjo 90+4’ | Marcatori | 4’ Adjoumani 50’ Tenjaev 88’ Movsesyan |

| Arbitro: | Manukyan (Erevan) |

|                             |           |                       |
| Otubanjo 10’ Karapetyan 16’ | Marcatori | 71’ (rig.) Stanojević |

| Erevan 25 aprile 2021, ore 19:00 UTC+4 21ª giornata | Urartu                | 0 – 0 referto | Ararat-Armenia | Stadio Urartu (1 500 spett.)\| Arbitro: \| Ghaltakchyan (Ijevan) \| |
| Arbitro:                                            | Ghaltakchyan (Ijevan) |               |                |                                                                     |

| Erevan 6 maggio 2021, ore 19:00 UTC+4 22ª giornata | Ararat-Armenia        | 0 – 0 referto | Noah | Stadio dell'Accademia calcistica di Erevan (800 spett.)\| Arbitro: \| Hovhannisyan (Erevan) \| |
| Arbitro:                                           | Hovhannisyan (Erevan) |               |      |                                                                                                |

| Erevan 11 maggio 2021, ore 19:30 UTC+4 23ª giornata | P'yownik           | 0 – 0 referto | Ararat-Armenia | Stadio repubblicano Vazgen Sargsyan (500 spett.)\| Arbitro: \| Gasparyan (Erevan) \| |
| Arbitro:                                            | Gasparyan (Erevan) |               |                |                                                                                      |

| Arbitro: | Hovhannisyan (Erevan) |

|                |           |              |
| Karapetyan 75’ | Marcatori | 42’ Zaderaka |

| Arbitro: | Nalbandyan (Erevan) |

|              |           |  |
| Boljević 67’ | Marcatori |  |

### Coppa d'Armenia
| Arbitro: | Hovhannisyan (Erevan) |

|  |           |            |
|  | Marcatori | 74’ Sanogo |

| Arbitro: | Ghaltakchyan (Ijevan) |

|                                                 |                      |                                       |
|                                                 | Marcatori            | 90+3’ Movsesyan                       |
| Alemão Angulo Ambartsumyan Vakulenko Karapetyan | Tiri di rigore 5 – 3 | Voskanyan Ayvazyan Tenjaev Kirakosyan |

| Arbitro: | Gasparyan (Erevan) |

|                            |           |  |
| Nenadović 18’ Prljević 48’ | Marcatori |  |

| Arbitro: | Hovhannisyan (Erevan) |

|                            |           |               |
| Gouffran 23’ Terteryan 78’ | Marcatori | 72’ Nenadović |

### Champions League
| Arbitro: | Šimusik |

|  |           |               |
|  | Marcatori | 94’ T. Santos |

### Europa League
| Arbitro: | Jorgji |

|                                                            |           |                                         |
| Martínez 16’ Lima 90+1’ (rig.), 90+4’ (rg.) Vakulenko 113’ | Marcatori | 19’ Pimentel 56’ (rig.) Bensi 81’ Hadji |

| Arbitro: | Beaton |

|                |           |  |
| Vakulenko 111’ | Marcatori |  |

| Arbitro: | Sidīropoulos |

|          |           |                          |
| Lima 71’ | Marcatori | 45’ Katai 60’ Falcinelli |

### Supercoppa d'Armenia
| Arbitro: | Ghaltakchyan (Ijevan) |

|                                  |           |          |
| Lavriščev 90’ Dedečko 99’ (rig.) | Marcatori | 60’ Lima |

## Statistiche

### Statistiche di squadra
| Competizione         | Punti | In casa | In casa | In casa | In casa | In casa | In casa | In trasferta | In trasferta | In trasferta | In trasferta | In trasferta | In trasferta | Totale | Totale | Totale | Totale | Totale | Totale | DR  |
| Competizione         | Punti | G       | V       | N       | P       | Gf      | Gs      | G            | V            | N            | P            | Gf           | Gs           | G      | V      | N      | P      | Gf     | Gs     | DR  |
| -------------------- | ----- | ------- | ------- | ------- | ------- | ------- | ------- | ------------ | ------------ | ------------ | ------------ | ------------ | ------------ | ------ | ------ | ------ | ------ | ------ | ------ | --- |
| Bardsragujn chumb    | 38    | 12      | 5       | 3       | 4       | 22      | 12      | 12           | 5            | 5            | 2            | 10           | 5            | 24     | 10     | 8      | 6      | 32     | 17     | +15 |
| Coppa d'Armenia      | -     | 2       | 1       | 0       | 1       | 2       | 2       | 2            | 1            | 0            | 1            | 1            | 2            | 4      | 2      | 0      | 2      | 3      | 4      | -1  |
| Champions League     | -     | 1       | 0       | 0       | 1       | 0       | 1       | 0            | 0            | 0            | 0            | 0            | 0            | 1      | 0      | 0      | 1      | 0      | 1      | -1  |
| Europa League        | -     | 3       | 2       | 0       | 1       | 6       | 5       | 0            | 0            | 0            | 0            | 0            | 0            | 3      | 2      | 0      | 1      | 6      | 5      | +1  |
| Supercoppa d'Armenia | -     | 0       | 0       | 0       | 0       | 0       | 0       | 1            | 0            | 0            | 1            | 1            | 2            | 1      | 0      | 0      | 1      | 1      | 2      | -1  |
| Totale               | 38    | 18      | 8       | 3       | 7       | 30      | 20      | 15           | 6            | 5            | 4            | 12           | 9            | 33     | 14     | 8      | 11     | 42     | 29     | +13 |

### Andamento in campionato
| Giornata  | 1 | 2 | 3 | 4 | 5 | 6 | 7 | 8 | 9 | 10 | 11 | 12 | 13 | 14 | 15 | 16 | 17 | 18 | 19 | 20 | 21 | 22 | 23 | 24 | 25 |
| --------- | - | - | - | - | - | - | - | - | - | -- | -- | -- | -- | -- | -- | -- | -- | -- | -- | -- | -- | -- | -- | -- | -- |
| Luogo     | T | – | T | C | T | C | T | C | T | C  | –  | C  | T  | C  | T  | C  | T  | C  | C  | C  | T  | C  | T  | C  | T  |
| Risultato | N | – | N | P | P | V | V | V | V | P  | –  | V  | V  | N  | V  | P  | N  | V  | P  | V  | N  | N  | N  | N  | P  |
| Posizione | 6 | 6 | 7 | 9 | 2 | 2 | 2 | 7 | 6 | 3  | 6  | 5  | 2  | 2  | 2  | 3  | 4  | 3  | 3  | 2  | 4  | 4  | 4  | 2  | 5  |

Legenda:

Luogo: C = Casa; T = Trasferta. Risultato: V = Vittoria; N = Pareggio; P = Sconfitta.

### Statistiche dei giocatori
Sono in corsivo i calciatori che hanno lasciato la società a stagione in corso.
| Giocatore       | Bardsragujn chumb | Bardsragujn chumb | Bardsragujn chumb | Bardsragujn chumb | Coppa d'Armenia + Supercoppa d'Armenia | Coppa d'Armenia + Supercoppa d'Armenia | Coppa d'Armenia + Supercoppa d'Armenia | Coppa d'Armenia + Supercoppa d'Armenia | UEFA Champions League | UEFA Champions League | UEFA Champions League | UEFA Champions League | UEFA Europa League | UEFA Europa League | UEFA Europa League | UEFA Europa League | Totale   | Totale | Totale      | Totale     |
| Giocatore       | Presenze          | Reti              | Ammonizioni       | Espulsioni        | Presenze                               | Reti                                   | Ammonizioni                            | Espulsioni                             | Presenze              | Reti                  | Ammonizioni           | Espulsioni            | Presenze           | Reti               | Ammonizioni        | Espulsioni         | Presenze | Reti   | Ammonizioni | Espulsioni |
| --------------- | ----------------- | ----------------- | ----------------- | ----------------- | -------------------------------------- | -------------------------------------- | -------------------------------------- | -------------------------------------- | --------------------- | --------------------- | --------------------- | --------------------- | ------------------ | ------------------ | ------------------ | ------------------ | -------- | ------ | ----------- | ---------- |
| D. Abakumov     | 15                | -12               | 1                 | 0                 | 4+0                                    | -4+0                                   | 0                                      | 0                                      | 0                     | 0                     | 0                     | 0                     | 0                  | 0                  | 0                  | 0                  | 19       | -16    | 1           | 0          |
| Alemão          | 14                | 0                 | 3                 | 0                 | 3+1                                    | 0                                      | 0                                      | 0                                      | 1                     | 0                     | 0                     | 0                     | 3                  | 0                  | 1                  | 0                  | 22       | 0      | 4           | 0          |
| K. K. Alphonse  | 2                 | 0                 | 0                 | 0                 | 0+1                                    | 0                                      | 0                                      | 0                                      | 1                     | 0                     | 1                     | 0                     | 1                  | 0                  | 0                  | 0                  | 5        | 0      | 1           | 0          |
| A. Ambartsumyan | 22                | 0                 | 3                 | 0                 | 4+1                                    | 0                                      | 0                                      | 0                                      | 1                     | 0                     | 0                     | 0                     | 3                  | 0                  | 1                  | 0                  | 31       | 0      | 4           | 0          |
| W. Angulo       | 11                | 1                 | 5                 | 0                 | 3+0                                    | 0                                      | 1+0                                    | 0                                      | 0                     | 0                     | 0                     | 0                     | 0                  | 0                  | 0                  | 0                  | 14       | 1      | 6           | 0          |
| I. Antonov      | 0                 | 0                 | 0                 | 0                 | 0                                      | 0                                      | 0                                      | 0                                      | 0                     | 0                     | 0                     | 0                     | 0                  | 0                  | 0                  | 0                  | 0        | 0      | 0           | 0          |
| J. Bueno        | 9                 | 1                 | 5                 | 1                 | 4+0                                    | 0                                      | 0                                      | 0                                      | 0                     | 0                     | 0                     | 0                     | 0                  | 0                  | 0                  | 0                  | 13       | 1      | 5           | 1          |
| A. Christian    | 3                 | 0                 | 0                 | 0                 | 0+1                                    | 0                                      | 0                                      | 0                                      | 0                     | 0                     | 0                     | 0                     | 1                  | 0                  | 1                  | 1                  | 5        | 0      | 1           | 1          |
| S. Čupić        | 5                 | -1                | 0                 | 0                 | 0+1                                    | -0+-2                                  | 0                                      | 0                                      | 1                     | -1                    | 0                     | 0                     | 3                  | -5                 | 0                  | 0                  | 10       | -9     | 0           | 0          |
| A. Damčevski    | 0                 | 0                 | 0                 | 0                 | 0+1                                    | 0                                      | 0                                      | 0                                      | 1                     | 0                     | 0                     | 0                     | 0                  | 0                  | 0                  | 0                  | 2        | 0      | 0           | 0          |
| A. Danielyan    | 3                 | 0                 | 1                 | 0                 | 0+1                                    | 0                                      | 0                                      | 0                                      | 0                     | 0                     | 0                     | 0                     | 0                  | 0                  | 0                  | 0                  | 4        | 0      | 1           | 0          |
| Y. Gouffran     | 22                | 0                 | 3                 | 0                 | 3+1                                    | 1+0                                    | 0+1                                    | 0                                      | 1                     | 0                     | 0                     | 0                     | 3                  | 0                  | 1                  | 0                  | 30       | 1      | 5           | 0          |
| H. Harutyunyan  | 2                 | 0                 | 0                 | 0                 | 0+1                                    | 0                                      | 0                                      | 0                                      | 0                     | 0                     | 0                     | 0                     | 0                  | 0                  | 0                  | 0                  | 3        | 0      | 0           | 0          |
| A. Hovhannisyan | 4                 | 0                 | 0                 | 0                 | 2+0                                    | 0                                      | 0                                      | 0                                      | 0                     | 0                     | 0                     | 0                     | 0                  | 0                  | 0                  | 0                  | 6        | 0      | 0           | 0          |
| D. Humanes      | 15                | 2                 | 2                 | 0                 | 1+1                                    | 0                                      | 0+1                                    | 0+1                                    | 1                     | 0                     | 1                     | 1                     | 2                  | 0                  | 0                  | 0                  | 20       | 2      | 4           | 2          |
| A. Karapetyan   | 12                | 4                 | 0                 | 0                 | 4+0                                    | 0                                      | 0                                      | 0                                      | 0                     | 0                     | 0                     | 0                     | 0                  | 0                  | 0                  | 0                  | 16       | 4      | 0           | 0          |
| A. Khachumyan   | 13                | 0                 | 3                 | 0                 | 3+0                                    | 0                                      | 1+0                                    | 0                                      | 0                     | 0                     | 0                     | 0                     | 0                  | 0                  | 0                  | 0                  | 16       | 0      | 4           | 0          |
| J. Klymenčuk    | 4                 | 0                 | 1                 | 0                 | 0                                      | 0                                      | 0                                      | 0                                      | 0                     | 0                     | 0                     | 0                     | 0                  | 0                  | 0                  | 0                  | 4        | 0      | 1           | 0          |
| M. Lima         | 9                 | 4                 | 2                 | 0                 | 0+1                                    | 0+1                                    | 0                                      | 0                                      | 1                     | 0                     | 0                     | 0                     | 3                  | 3                  | 0                  | 0                  | 14       | 8      | 2           | 0          |
| O. Louis        | 8                 | 2                 | 1                 | 0                 | 0+1                                    | 0                                      | 0                                      | 0                                      | 1                     | 0                     | 0                     | 0                     | 2                  | 0                  | 0                  | 0                  | 12       | 2      | 1           | 0          |
| J. Martínez     | 13                | 2                 | 1                 | 0                 | 2+0                                    | 0                                      | 0                                      | 0                                      | 0                     | 0                     | 0                     | 0                     | 3                  | 1                  | 0                  | 0                  | 18       | 3      | 1           | 0          |
| Â. Meneses      | 11                | 0                 | 2                 | 0                 | 0+1                                    | 0                                      | 0                                      | 0                                      | 1                     | 0                     | 1                     | 0                     | 3                  | 0                  | 0                  | 0                  | 16       | 0      | 3           | 0          |
| A. Nahapetyan   | 2                 | 0                 | 1                 | 0                 | 1+0                                    | 0                                      | 0                                      | 0                                      | 0                     | 0                     | 0                     | 0                     | 0                  | 0                  | 0                  | 0                  | 3        | 0      | 1           | 0          |
| F. Narsingh     | 19                | 0                 | 0                 | 0                 | 4+0                                    | 0                                      | 0                                      | 0                                      | 1                     | 0                     | 0                     | 0                     | 3                  | 0                  | 0                  | 0                  | 27       | 0      | 0           | 0          |
| Y. Otubanjo     | 20                | 10                | 1                 | 0                 | 4+1                                    | 0                                      | 1+0                                    | 0                                      | 1                     | 0                     | 0                     | 0                     | 3                  | 0                  | 0                  | 0                  | 29       | 10     | 2           | 0          |
| N. Petrić       | 4                 | -4                | 0                 | 0                 | 0                                      | 0                                      | 0                                      | 0                                      | 0                     | 0                     | 0                     | 0                     | 0                  | 0                  | 0                  | 0                  | 4        | -4     | 0           | 0          |
| H. Rashidi      | 6                 | 0                 | 1                 | 0                 | 1+0                                    | 0                                      | 0                                      | 0                                      | 0                     | 0                     | 0                     | 0                     | 0                  | 0                  | 0                  | 0                  | 7        | 0      | 1           | 0          |
| Z. Sanogo       | 22                | 1                 | 3                 | 1                 | 4+1                                    | 1+0                                    | 0                                      | 0                                      | 1                     | 0                     | 0                     | 0                     | 3                  | 0                  | 2                  | 0                  | 31       | 2      | 5           | 1          |
| A. Serobyan     | 13                | 0                 | 2                 | 0                 | 3+0                                    | 0                                      | 0                                      | 0                                      | 0                     | 0                     | 0                     | 0                     | 0                  | 0                  | 0                  | 0                  | 16       | 0      | 2           | 0          |
| V. Shahatuni    | 0                 | 0                 | 0                 | 0                 | 0                                      | 0                                      | 0                                      | 0                                      | 0                     | 0                     | 0                     | 0                     | 0                  | 0                  | 0                  | 0                  | 0        | 0      | 0           | 0          |
| S. Shahinyan    | 21                | 1                 | 1                 | 1                 | 2+1                                    | 0                                      | 0                                      | 0                                      | 1                     | 0                     | 0                     | 0                     | 3                  | 0                  | 0                  | 0                  | 28       | 1      | 1           | 1          |
| D. Spătaru      | 8                 | 0                 | 1                 | 0                 | 3+0                                    | 0                                      | 0                                      | 0                                      | 0                     | 0                     | 0                     | 0                     | 0                  | 0                  | 0                  | 0                  | 11       | 0      | 1           | 0          |
| D. Terteryan    | 13                | 0                 | 3                 | 1                 | 3+0                                    | 1+0                                    | 1+0                                    | 0                                      | 0                     | 0                     | 0                     | 0                     | 0                  | 0                  | 0                  | 0                  | 16       | 1      | 4           | 1          |
| S. Vakulenko    | 14                | 0                 | 2                 | 0                 | 4+1                                    | 1+0                                    | 0                                      | 0                                      | 1                     | 0                     | 1                     | 0                     | 3                  | 2                  | 1                  | 0                  | 23       | 3      | 4           | 0          |